# Seurasaari
Seurasaari (Zweeds: Fölisön) is een eiland in de Finse hoofdstad Helsinki. Het eiland is vooral bekend als de locatie van het gelijknamige openluchtmuseum. Het 46 ha grote eiland behoort tot het stadsdeel Meilahti en is door een 200 m lange voetgangersbrug verbonden met het vasteland.
Het openluchtmuseum Seurasaari (Seurasaaren ulkomuseo) werd in 1909 gesticht door etnoloog Axel Olai Henkel, naar het voorbeeld van Skansen in Stockholm. Initiatiefnemers waren de schilder Akseli Gallen-Kallela en de architect Yrjö Blomstedt, die een met sloop bedreigde boerderij uit Midden-Finland naar deze plek lieten overbrengen. Inmiddels staan er 30 gebouwengroepen met 87 plattelandsgebouwen uit alle delen van Finland, waarvan de houten kerk van Karuna uit 1686 het oudst is. Het museum is een onderdeel van het Nationaal Museum van Finland.
Jaarlijks wordt op het eiland een grote brandstapel afgebrand voor het midzomernachtfeest. Ook bevindt zich op Seurasaari een van de weinige nudistenstranden van Finland.

## Fotogalerij

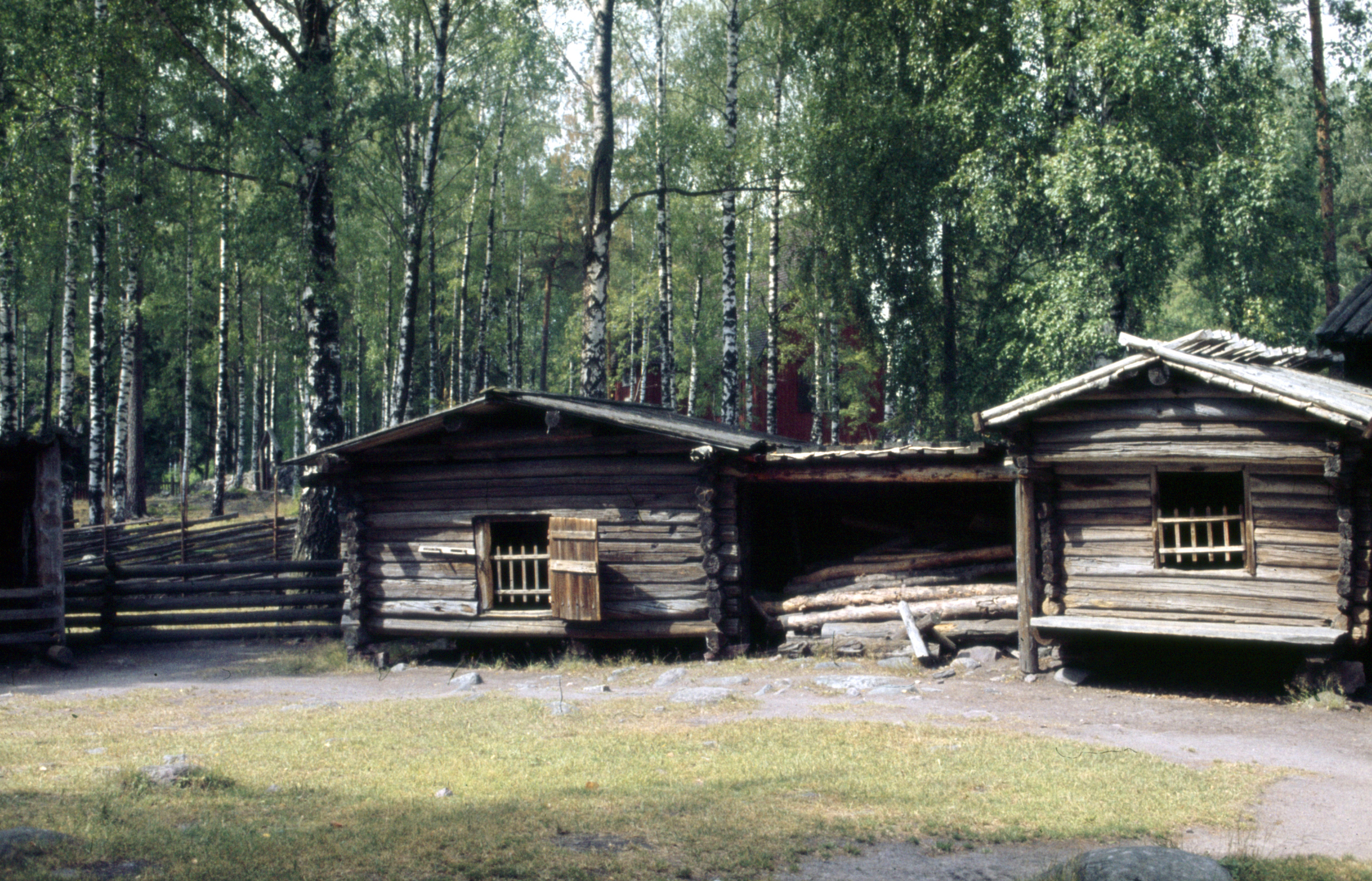
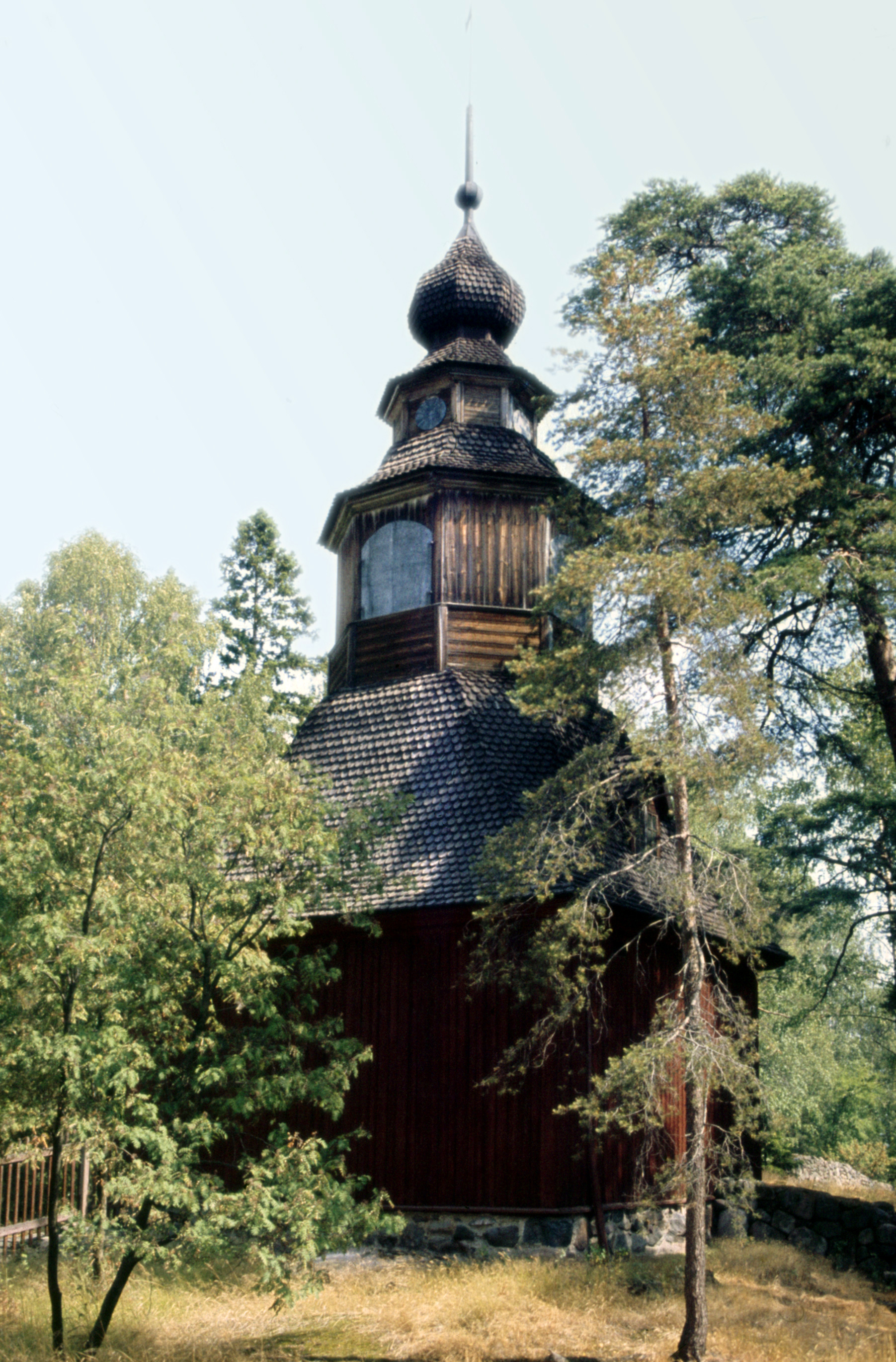
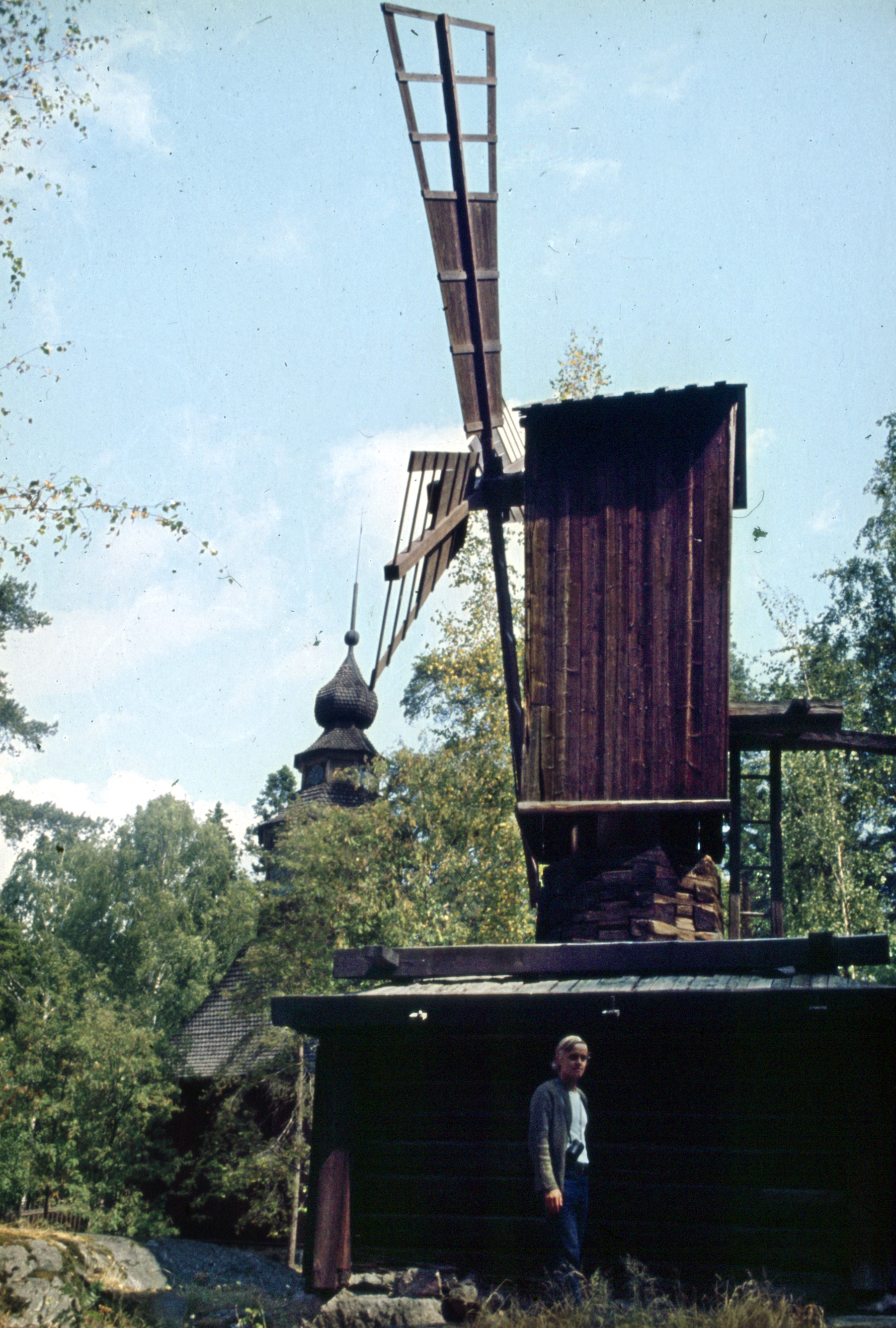
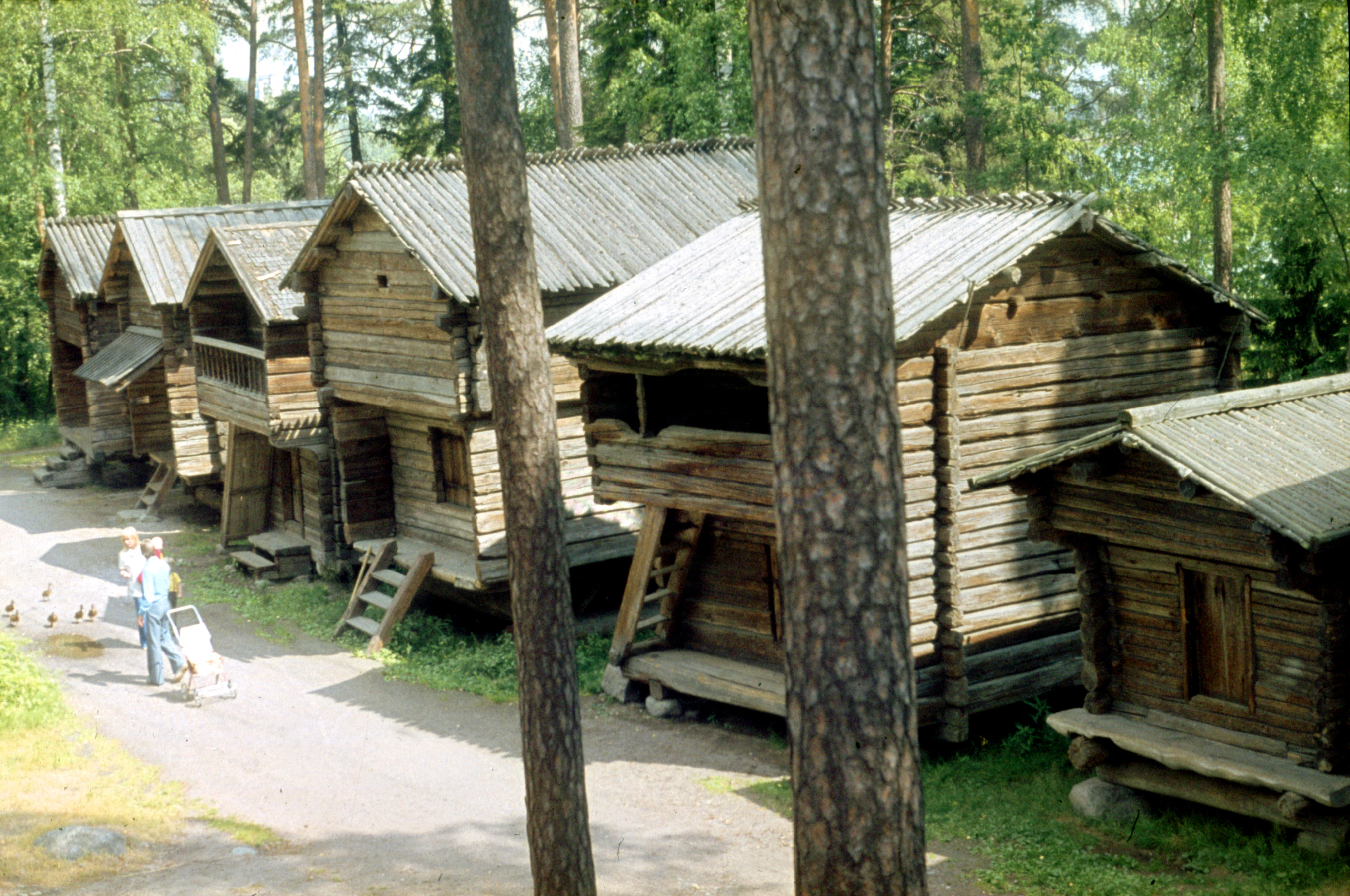
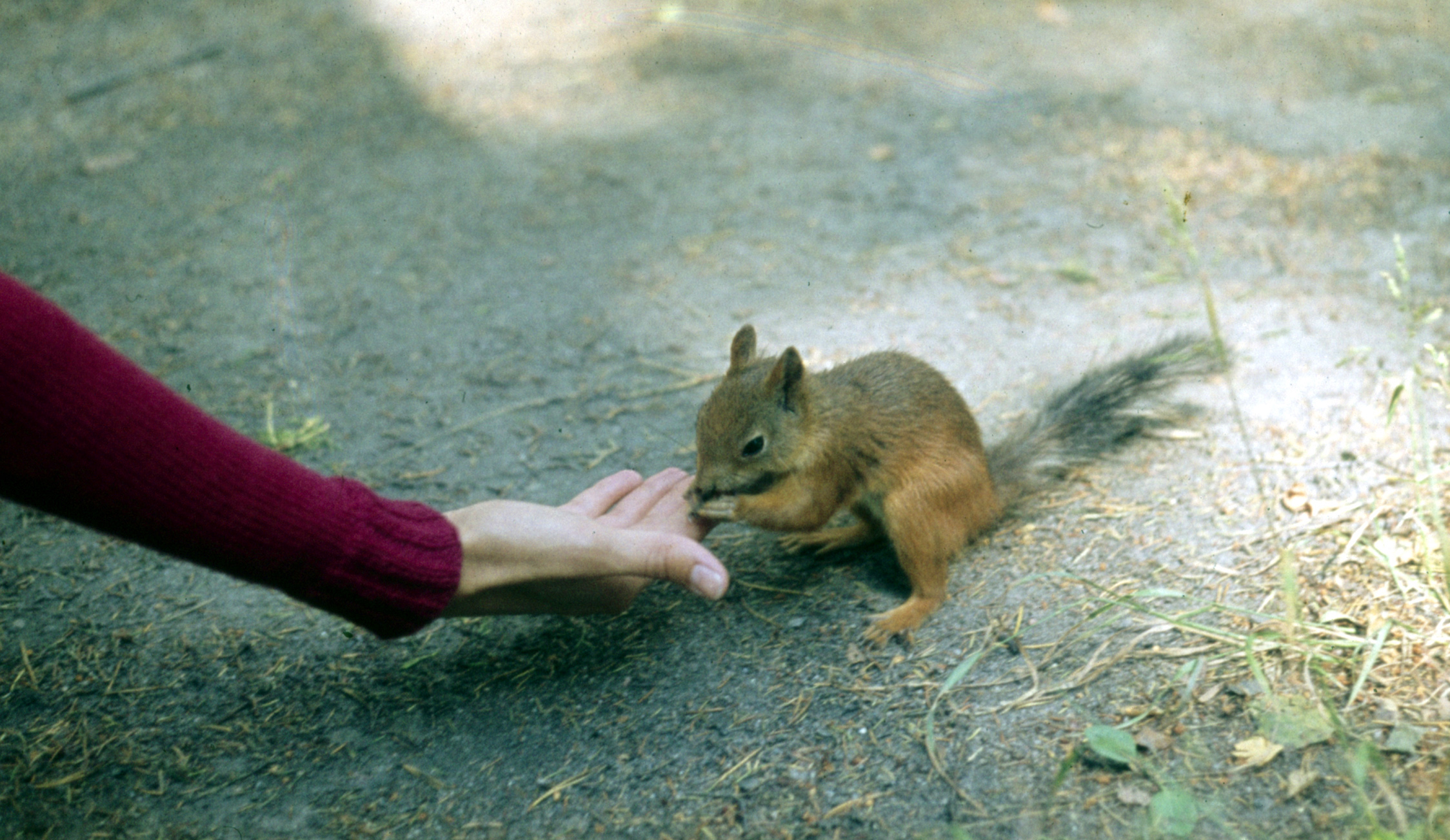
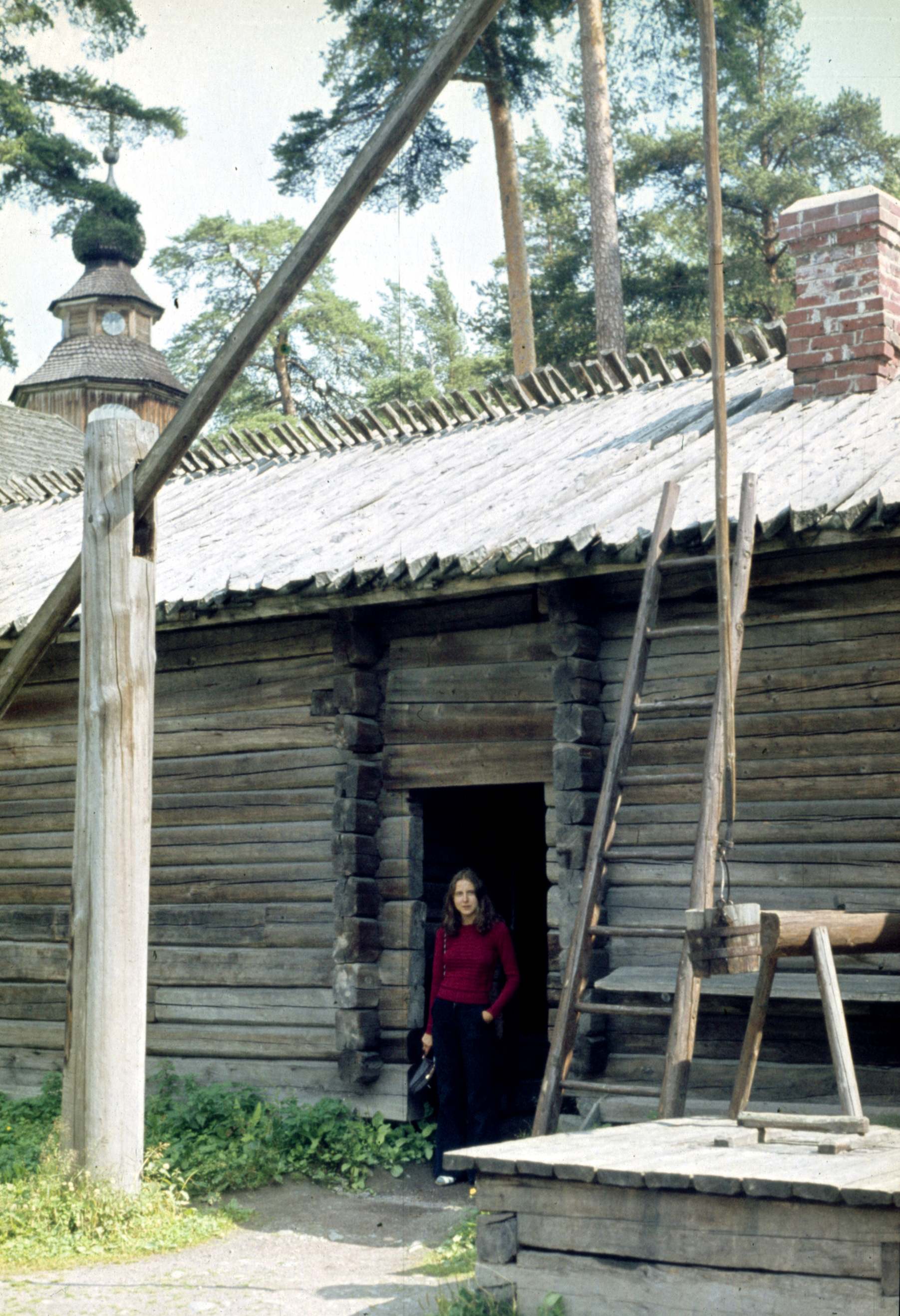